# Зачем человеку крылья
«Зачем человеку крылья» — советский художественный фильм, снятый в 1984 году. Режиссёр Владимир Шамшурин.

## Сюжет
Балагур и весельчак Вася-акушер, любимец деревни, получил свое прозвище за то, что часто рассказывал историю военных лет, над которой все смеялись. Однажды в деревне появился его бывший командир — ныне генерал. Вечером, за рюмочкой-другой, он мимоходом рассказал о подвиге Василия Лукича, спасшего в войну беременную немку. Ту самую историю, которая ранее всех смешила и которой никто не верил, считая за байку.

## В ролях
- Лев Дуров — Василий Лукич Иванов (Вася-акушер)
- Борис Новиков — Павел Ефимович Чудин (Павлюня)
- Зинаида Дехтярёва — Манюня, жена Василия Лукича
- Михаил Глузский — Кирилл Петрович, генерал-лейтенант
- Владимир Носик — председатель колхоза
- Юрий Дубровин — Фёдор, кляузник
- Ирина Мурзаева — Ульяна, соседка
- Александр Пашутин — Юрий Филиппович, дельтапланерист, зять Ульяны
- Светлана Харитонова — Катерина
- Александр Январёв — Шурка, бульдозерист
- Герман Качин — Ваня Рыча
- Виктор Шульгин — Виктор Степанович, главврач